# Luiz Fernando Machado
Luiz Fernando Arantes Machado (Patos de Minas, 8 de outubro de 1977) é um advogado e político brasileiro filiado ao PL. Foi vereador em Jundiaí, vice-prefeito, deputado federal, deputado estadual por São Paulo, e prefeito de Jundiaí.

## Biografia
Luiz Fernando Machado nasceu em 1977 em Patos de Minas, Minas Gerais. Descobriu sua vocação social convertendo-se em líder estudantil, enquanto cursava Direito no Centro Universitário Padre Anchieta.
Luiz Fernando é casado com Vanessa Gomes Machado e pai de três filhos, Lucas, Gabriel e Lorena.

## Carreira política
Iniciou sua carreira política em 2003, quando assumiu o Conselho Municipal de Juventude de Jundiaí, após convite do então prefeito Miguel Haddad (PSDB). Em 2004, em sua primeira eleição, foi o oitavo vereador mais votado de Jundiaí. Em 2006, tornou-se presidente da Câmara, o mais jovem na história da cidade.
As realizações que viabilizou como presidente do legislativo municipal o credenciaram a candidatar-se a vice-prefeito de Jundiaí em 2008. Eleito, Luiz Fernando atuou em favor da liberação de um dos maiores investimentos já conseguidos para a segurança pública na história do município.

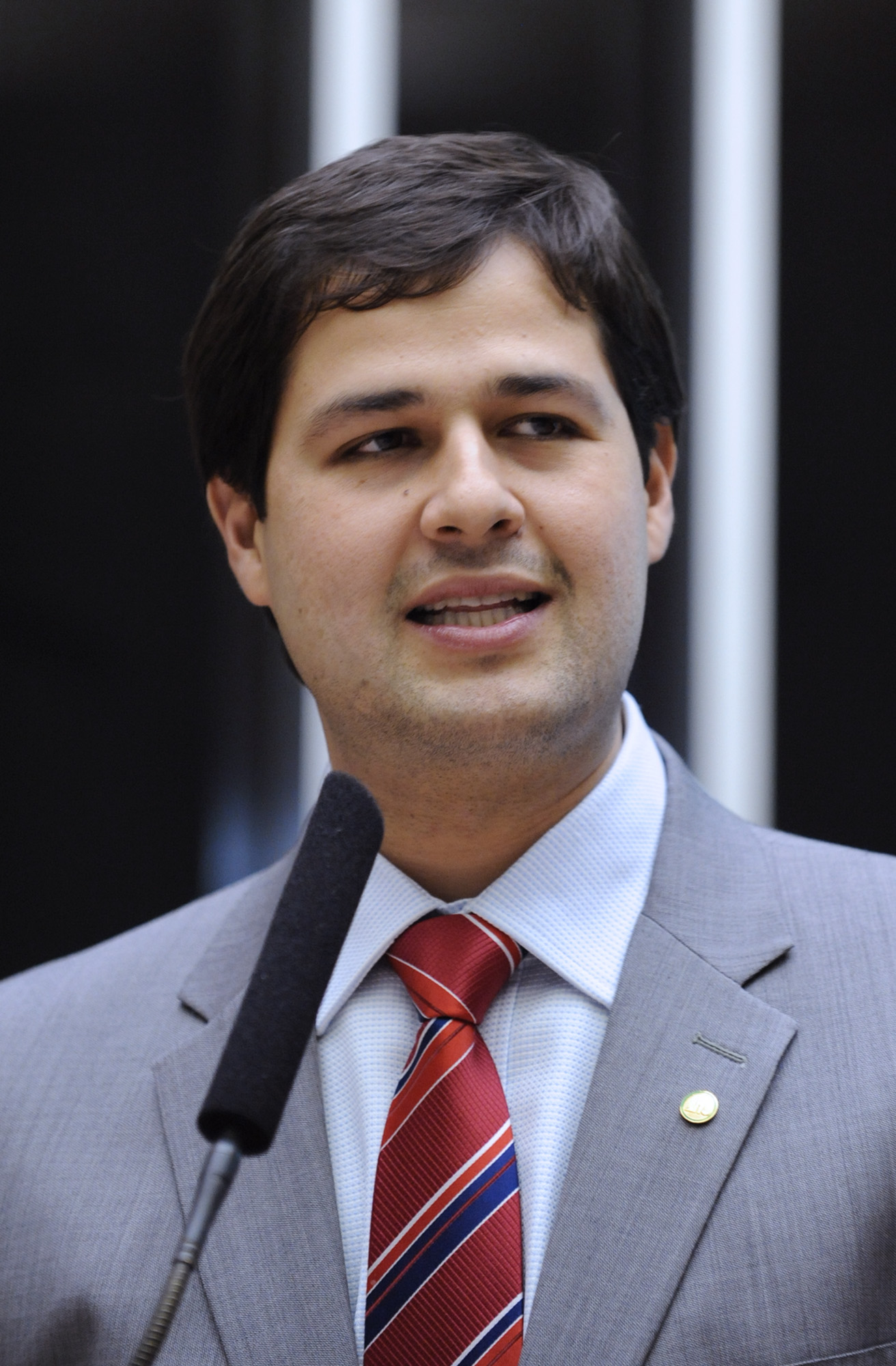
Luiz Fernando como deputado federal, em 2011.

Em 2010, disputou e venceu as eleições para deputado federal, sendo o mais bem votado em Jundiaí, com 30% dos votos válidos. A partir do seu trabalho, cidades do Estado de São Paulo receberam mais de R$ 14,2 milhões para investimentos em diversos setores. Foi membro titular da Comissão Mista de Orçamento; da Comissão de Fiscalização Financeira e Controle; e da Comissão de Minas e Energia. Apresentou a PEC da Responsabilidade Eleitoral, proposta de emenda à Constituição cujo objetivo é instituir a obrigatoriedade da elaboração e do cumprimento de plano de metas por parte dos candidatos ao Poder Executivo, com base nas propostas feitas na campanha eleitoral.
Ainda na Câmara dos Deputados, apresentou proposta de emenda à Constituição (PEC 10/2011) visando instituir a obrigatoriedade de elaboração e cumprimento de plano de metas pelos Poderes Executivos Municipais, Estaduais e Federal. O não cumprimento do plano de metas, sem justificação, tornaria inelegível o titular do mandato.
Em 2012, concorreu à prefeitura de Jundiaí. No primeiro turno, obteve 42,95% dos votos válidos (87.263 votos).
Em 2014, elegeu-se deputado estadual com 148.614 votos. Neste período, foi um dos deputados paulista diretamente envolvidos com um conjunto de projetos de lei que faziam parte da iniciativa Escola sem Partido.

### Prefeitura de Jundiaí
Em 2016, foi eleito prefeito de Jundiaí, no primeiro turno com 47,02% dos votos válidos (94.388 votos), e no segundo turno obteve 58,58% dos votos válidos (116.019 votos) derrotando o então prefeito Pedro Bigardi (PSD).
Em 2020 foi e foi reeleito em primeiro turno, com 134.793 votos válidos, obtendo 69,64% dos votos.

### Secretário de  Desestatização
O prefeito de São Paulo, Ricardo Nunes nomeou o ex-prefeito de Jundiaí Luiz Fernando Machado em sua equipe de governo como secretário executivo de Desestatização e Parcerias.